# Ospizio (Reggio Emilia)
Ospizio o Villa Ospizio (L'Uspési in dialetto reggiano, Hospitii in latino) è una ex frazione del comune di Reggio Emilia, oggi popoloso quartiere situato un chilometro a est del centro storico.

## Geografia fisica
Il quartiere si trova in una zona di media pianura sul tratto orientale della via Emilia, a 52 m s.l.m. La statale lo collega al centro storico e a San Maurizio. Collocato in un ambito totalmente a carattere urbano confina a nord con il quartiere Santa Croce e l'aeroporto, a sud con il Mirabello e la Pappagnocca, a ovest il Villaggio Stranieri e San Maurizio per mezzo dell'ex ospedale psichiatrico San Lazzaro, oggi Campus San Lazzaro dell'Università di Modena e Reggio Emilia. I principali corsi d'acqua che lo attraversano sono il canale del Buco del Signore e il cavo Rodanello, oggi tombati. Un tempo i confini della villa si estendevano sino al rio Acqua Chiara.

## Origini del nome
Questa ex villa è così denominata per un ospizio, fondato nel 1688 dai Padri Minimi, dove sorgeva sino agli anni 2000 il ricovero di mendicità cittadino, posto 500 metri a levante della chiesa parrocchiale sul lato meridionale della via Emilia.

## Storia

### Età romana
Il territorio di Ospizio, in età romana, ospitava le tombe della necropoli cittadina e diverse fornaci, che sorgevano a ridosso della via Emilia a est di Reggio sino all'attuale località di San Maurizio. Diverse lapidi sono state ritrovate sia nell'area della chiesa parrocchiale che nei dintorni dell'ex ospedale San Lazzaro.

### Medioevo
Per tutto il basso medioevo e fino al 1769, anno di erezione dell'attuale parrocchia di Ospizio, la zona fu suddivisa fra le parrocchie urbane di San Pietro (esistente), San Biagio e San Raffaele (soppresse), che estendevano i loro confini oltre la cinta muraria di Reggio sino al cavo Rodanello. In quel periodo appena fuori porta San Pietro si ergeva l'omonimo borgo, menzionato già nel XII secolo, nella cui braida si svolgeva un'importante fiera. Nella medesima località, durante l'anno 1318, furono costruite tre fornaci, ancora attive per tutto il XVIII secolo. Nelle vicinanze era anche un ospedale intitolato a san Giovanni Battista, oltre a una domus dell'Ordine di san Giovanni di Gerusalemme (poi di Malta). Nei borghi di porta San Pietro era presente anche un altro ospedale, fondato nel 1215, limitrofo a una chiesa dedicata a san Barnaba appartenente ai Crocigeri. L'ospedale fu poi dato in commenda a un religioso dell'ordine di sant'Agostino (Eremitani) nel 1444. Non lontano dall'edificio ospedaliero è inoltre citata una cappella dedicata a san Vincenzo.

### Età moderna
Tutti i fabbricati posti nei borghi di porta San Pietro, purtroppo furono distrutti nel 1551, con la realizzazione della "tagliata", una grande opera di rafforzamento del sistema difensivo della città che determinò il potenziamento delle mura, con la realizzazione dei baluardi e la chiusura di cinque delle nove porte cittadine, e la demolizione di ogni edificio situato a meno di 600 metri dai bastioni medievali.
La nascita dell'ospizio che diede il nome alla località risale, invece, a un legato del fabbricato di proprietà del sacerdote conte Giovanni Battista Ruggeri all'Ordine dei Minori, avvenuto nel 1665. L'edificio, situato sul lato meridionale della via Emilia, poco prima dell'istituto San Lazzaro, figurava già in attività come osteria la cui insegna raffigurava un piccolo leone che da allora e diede il nome di Leoncino a tutto il complesso. La fondazione vera e propria del convento con annesso ospizio, comprendente l'osteria, avvenne però nel 1681. Successivamente fu chiuso e dato in possesso al seminario diocesano che, a sua volta, lo cedette al Pio Luogo dei Bastardini e, successivamente a diverse opere pie, fra cui l'albergo Orfani e Mendicanti (1821). Per volere del duca Francesco IV d'Este, capo dello stato di Modena e Reggio, l'istituto fu eretto in ricovero di mendicità: questo portò al rifacimento integrale dell'edificio (1842) per opera dell'architetto Pietro Marchelli e alla delocalizzazione in altra posizione dell'antica osteria che aveva dato il nome al plesso. Il ricovero di mendicità passò poi all'Opera Pia di Carità e, quindi, al Comune. Gli ultimi importanti lavori di restauro risalgono al 1906 da parte degli ingegneri Zuccardi e Montanini.
La chiesa parrocchiale di Villa Ospizio venne edificata nel 1769 su una preesistente cappella intitolata a san Francesco da Paola. Rifatta tra il 1815 e il 1839 nella forma attuale, terminata la facciata nel 1906, venne restaurata nel 1920. All'interno, sopra la porta d'ingresso, vi è una copia su tela del Cristo in Croce di Reni.

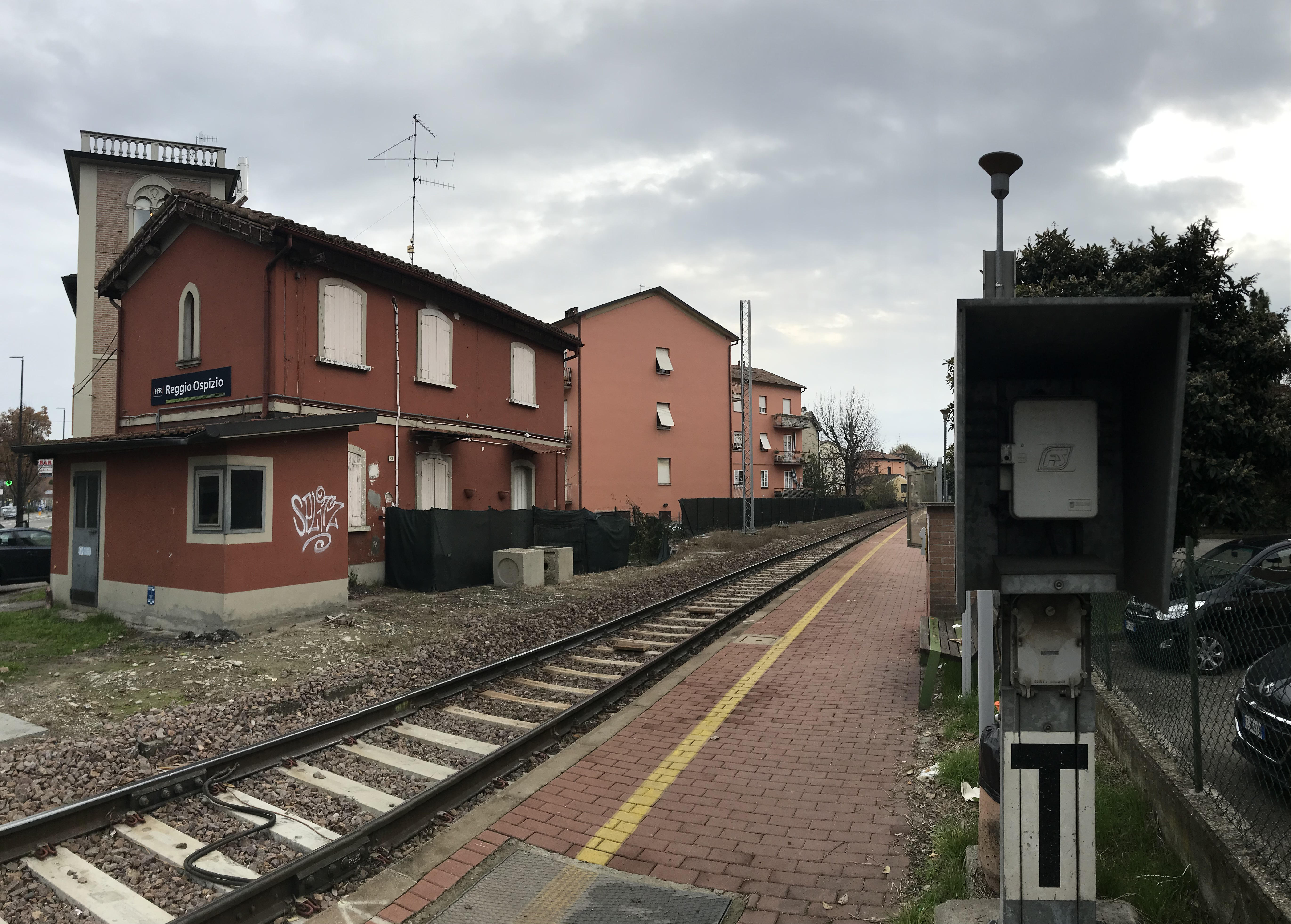
Ferrovia Reggio Emilia-Sassuolo: pensilina della fermata di Ospizio

### Età contemporanea

#### Dall'Unità d'Italia alla Guerra di Liberazione

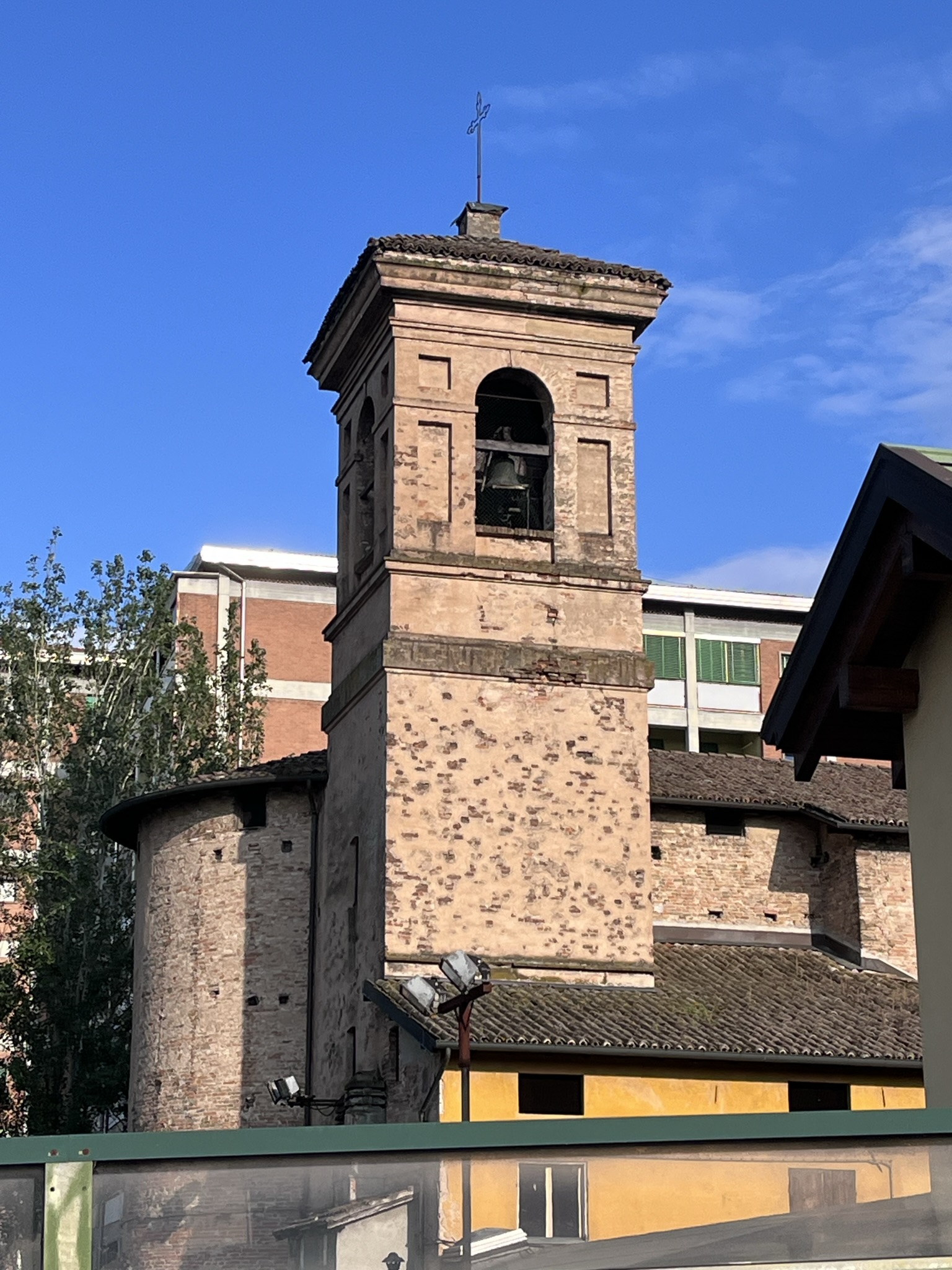
Segni degli spezzonamenti Alleati sul campanile della chiesa parrocchiale

La costruzione della linea ferroviaria Milano-Bologna, nel 1859, portò nei decenni successivi allo sviluppo della prima zona industriale della città, che sorse attorno allo scalo ferroviario. Il territorio di Villa Ospizio, allora, comprendeva buona parte dell'attuale aeroporto e metà della zona di Santa Croce, che diventò una comunità autonoma soltanto nel 1914, con la costruzione della chiesa parrocchiale di via Adua, terminata nel 1917. Le Omi Reggiane e tante altre importanti industrie della città, fra cui uno stabilimento di quella che poi sarà la Montecatini, nacquero a inizio Novecento entro gli allora confini della villa. La prima grande industria chimica della città fu insediata proprio a Ospizio da due esimie personalità della città e del paese, nate proprio nella villa: i fratelli Natale e Giovanni Prampolini. In quel periodo attorno alla stazione ferroviaria era sorto il mercato bestiame e, nella zona del Mirabello, un ippodromo, poi tratto a nord della ferrovia statale per far posto allo stadio e quindi demolito a metà degli anni '30 per far posto all'aeroporto. Negli anni successivi l'unità d'Italia, sempre al Mirabello, fu progettata la nuova piazza d'Armi anche se, di fatto, a essere collocata nell'area a sud-est dello stadio fu soltanto la polveriera. Più a est l'amministrazione fascista della città decise di individuare un'area su cui spostare il nuovo stadio che avrebbe sostituito quello del Mirabello, proprio dove oggi sono situati il campo d'atletica e la piscina. Tuttavia il comune acquistò l'area anche se poi non se ne fece nulla, se non la costruzione della casa del fascio di Villa Ospizio (1938), il cui fabbricato risulta oggi ampiamente rimaneggiato e modificato per far posto alla sede dei Monopoli di stato. Nel 1901 a Ospizio era nata la cooperativa di consumo di ispirazione laica e socialista, poi sciolta nel 1933 dal governo fascista. In questo periodo Villa Ospizio fu coinvolta direttamente dagli eventi bellici della prima e della seconda guerra mondiale: se durante la grande guerra la zona ospitò svariati soldati feriti sia al San Lazzaro che al casino Giovanardi, convertito a ospedale, durante la seconda guerra mondiale il quartiere a causa della sua vicinanza allo stazione ferroviaria, all'aeroporto e alle officine Reggiane subì pesanti bombardamenti e distruzioni i cui segni sono ancora oggi visibili sulla torre campanaria della chiesa parrocchiale. I bombardamenti alleati del 7-8 gennaio 1944 colpirono fortemente questi luoghi fra cui il vecchio cimitero di Ospizio, ove vennero scoperchiate le tombe dei fratelli Cervi, ivi seppelliti in gran segreto dai fascisti.

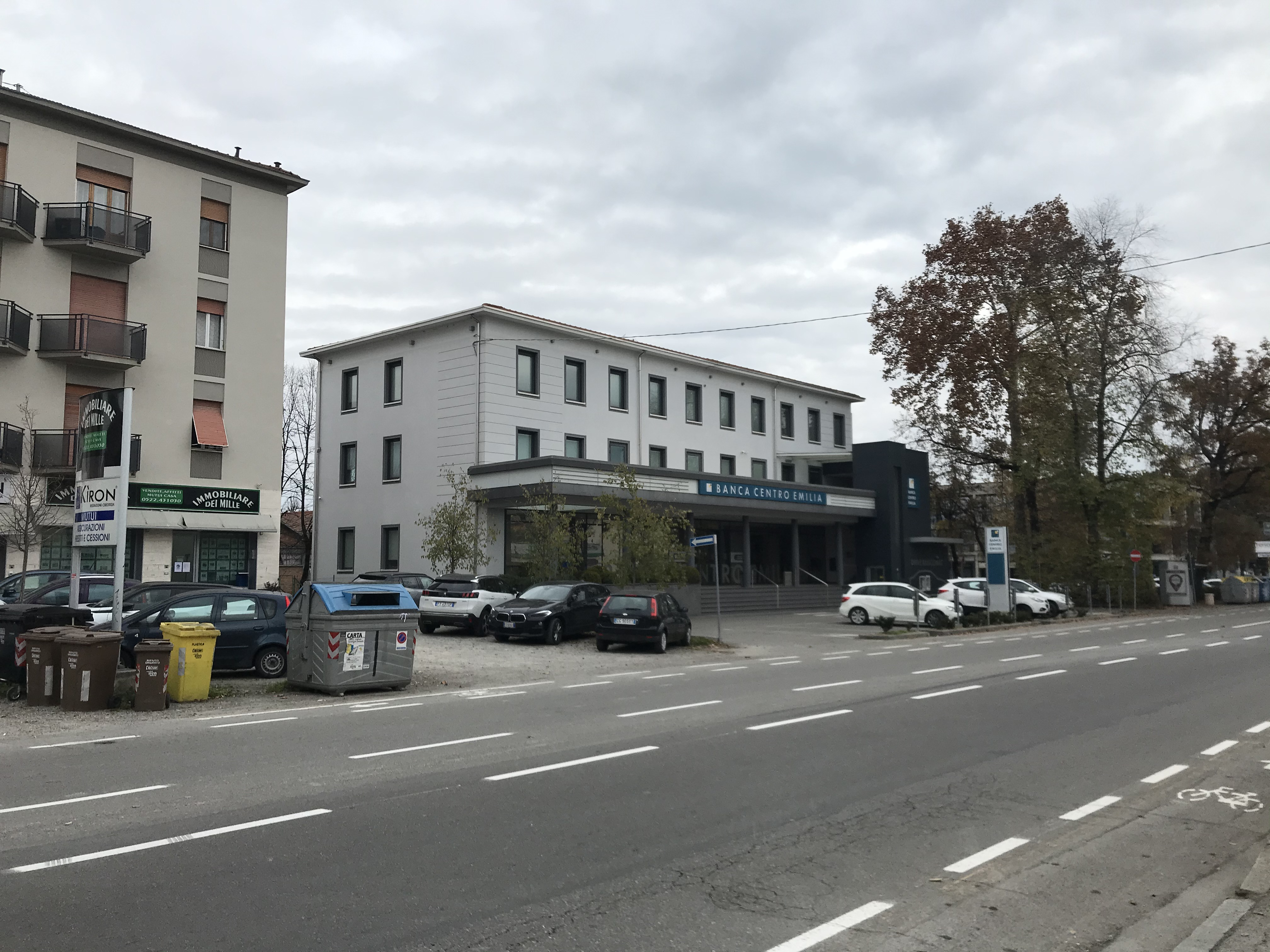
Ultima sede della cooperativa di Ospizio e del circolo Gramsci, oggi adibita a sportello bancario

#### Il dopoguerra
Pochi anni prima il quartiere aveva visto un importante sviluppo residenziale, culminato con la realizzazione del Villaggio Costanzo Ciano, terminato a guerra in corso e intitolato dopo la Liberazione al partigiano del posto Sergio Stranieri.
Il 3 maggio 1948 la località di Ospizio fu al centro di un infausto accaduto che coinvolse da vicino il grande pilota automobilistico Tazio Nuvolari. Quell’anno, malgrado la non giovane età, l’allora pilota 56enne, prese parte alla celebre corsa Mille Miglia a bordo di una Ferrari 166SC. Quando sembrava aver la vittoria in pugno, nonostante alcuni inconvenienti già sopraggiunti al veicolo, il pilota mantovano, a causa di un guasto alla balestra, fu costretto al ritiro. Stremato, chiese e ottenne ristoro presso la canonica della chiesa parrocchiale di Ospizio, non distante dal luogo dello sfortunato evento. Poco dopo lo raggiunse, da Modena, Enzo Ferrari in persona per dargli conforto.
Negli anni 1950, in via Melato, fu realizzata la prima grande zona sportiva della città, dotata di campi da calcio, del campo d'atletica, dei campi da tennis, di palestre e della prima piscina comunale. In quel periodo fu istituita una nuova parrocchia al Villaggio Stranieri, intitolata a sant'Alberto di Gerusalemme, grazie all'allora parroco di Ospizio don Primo Carretti, che si prodigò anche per la realizzazione dell'asilo infantile, oggi a lui intitolato. Il grande sviluppo urbanistico fece sì che dall'antica villa e parrocchia di Ospizio, nella seconda metà del Novecento, furono stralciate diverse parrocchie che hanno dato vita a nuovi quartieri: Villaggio Stranieri (1956), Mirabello (1982), e Pappagnocca (1983). Parte degli insediamenti fuori le antiche mura cittadine posti a ridosso dell'antica Porta San Pietro, fra cui la stazione ferroviaria centrale, erano già stati aggregati alla parrocchia urbana di San Pietro negli anni Trenta e, nel 1914, a quella di Santa Croce, per la quale furono stralciate porzioni di territorio da Ospizio e Mancasale.
Per tutta la seconda metà del Novecento i principali poli di aggregazione di Ospizio, fatta eccezione delle attrazioni di livello cittadino, furono rappresentati dalla parrocchia dal circolo ricreativo della "nuova" cooperativa di consumo, di ispirazione socialcomunista - e successivamente ospitante il circolo Arci Gramsci - e dalla parrocchia di San Francesco da Paola con l'attiguo circolo parrocchiale ACLI e il cinema-teatro Verdi. Ad animare la vita parrocchiale furono i parroci don Primo Carretti e, dal 1955 fino a fine secolo, don Guglielmo Ferrarini.

#### Dagli anni Sessanta al XXI secolo

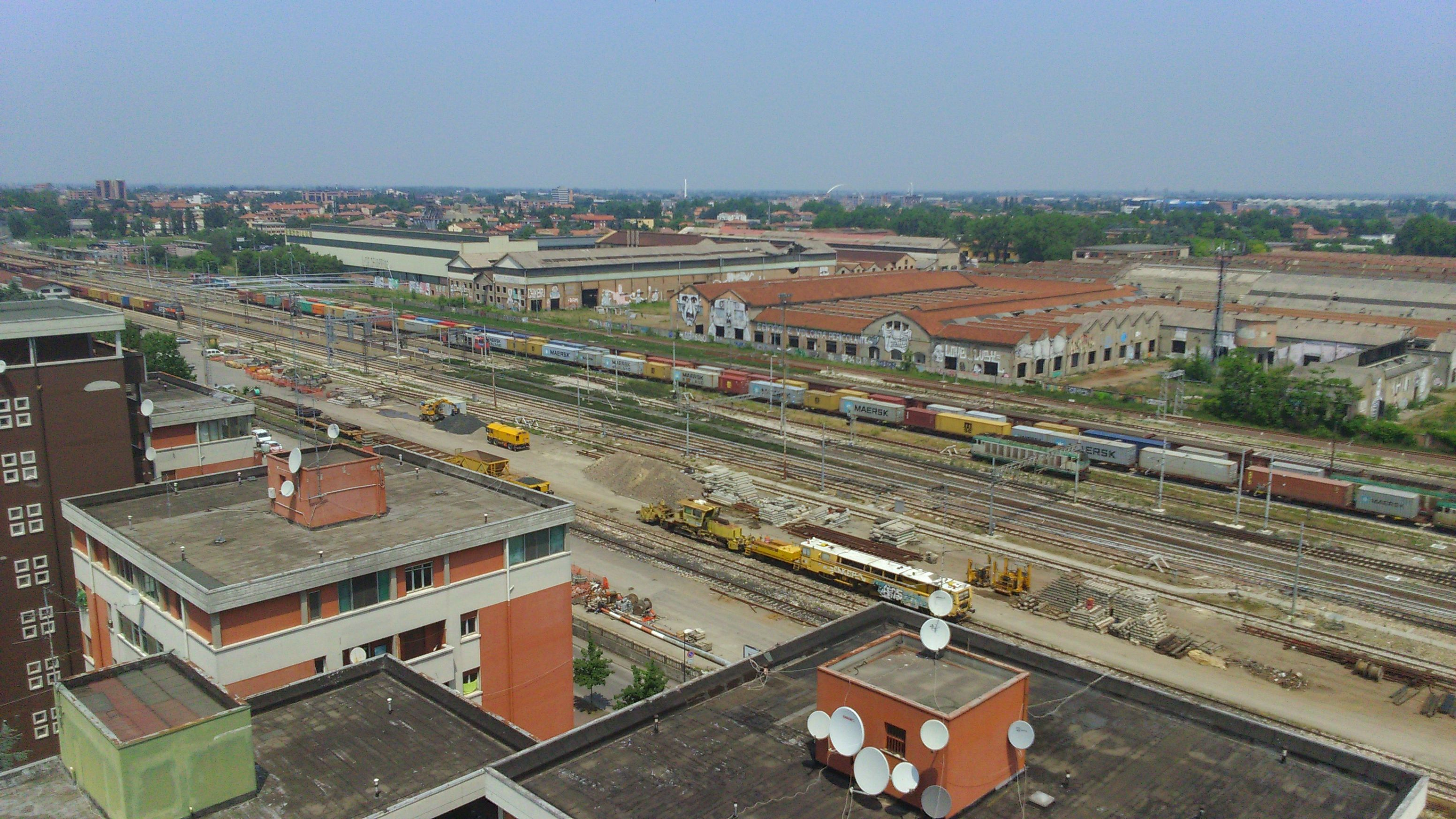
Lo scalo merci della stazione centrale di Reggio Emilia da un condominio di via Turri

Negli anni '60 nell'area dell'ultima piazza d'armi della città, al Mirabello, furono realizzati importanti interventi residenziali di pregio ad alta densità abitativa sviluppati in altezza e una nuova scuola elementare. Qualche anno dopo nacquero nuove lottizzazioni lungo via Pier Giacinto Terrachini e tutta la strada del Quinzio, ora intitolata a Papa Giovanni XXIII e ad Albert Einstein. Dopo il 1980 furono realizzati il parco del Campo di Marte, fra i più grandi della città, e l'asse stradale di viale del Partigiano, che comporterà notevoli polemiche in loco e la delocalizzazione della scuola materna parrocchiale in via Paradisi. In quello stesso periodo un grande intervento urbanistico sull'area dell'ex Montecatini di via Giuseppe Turri, per opera della società di costruzioni Degola-Ferretti, darà vita al nuovo rione Reggio Est il quale tuttavia si candiderà, nel decennio successivo, a diventare emblema del degrado e della fragilità sociale della città, diventando la zona di primo approdo degli immigrati extracomunitari in città, una condizione facilitata anche alla vicinanza alla stazione ferroviaria. Gli anni '90 videro nascere nel quartiere nuovi centri direzionali, soprattutto a ridosso della via Emilia e eccellenze di terziario avanzato. Sulla via Emilia sorge una villa immersa nel verde già abitazione del tenore reggiano Ferruccio Tagliavini, che ebbe come sua ultima residenza proprio il quartiere di Ospizio. Il quartiere ospita ancora oggi importanti poli destinati ai servizi, allo sport e alla cultura che si sono ulteriormente arricchiti con la riqualificazione di una parte notevole della superficie dell'ex polveriera e con la riqualificazione dell'asse della via Emilia fra la piazza del Tricolore e la chiesa.
In futuro il quartiere sarà caratterizzato da importanti interventi di rigenerazione urbana che interesseranno l'area dell'ex ricovero di mendicità (casa di riposo cittadina), la parte settentrionale dell'ex polveriera e i grandi condomini di via Turri e via Sani.

## Monumenti e luoghi di interesse
Il quartiere è a vocazione prevalentemente residenziale e terziaria. Lungo la via Emilia e sulle strade laterali sono presenti edificio tipici dell'architettura del primo Novecento ma anche immobili di pregio storico-architettonico e testimoniale, nonché emergenze dell'architettura contemporanea, posti sotto tutela sia dalla normativa urbanistica che dal Ministero per i beni e le attività culturali.

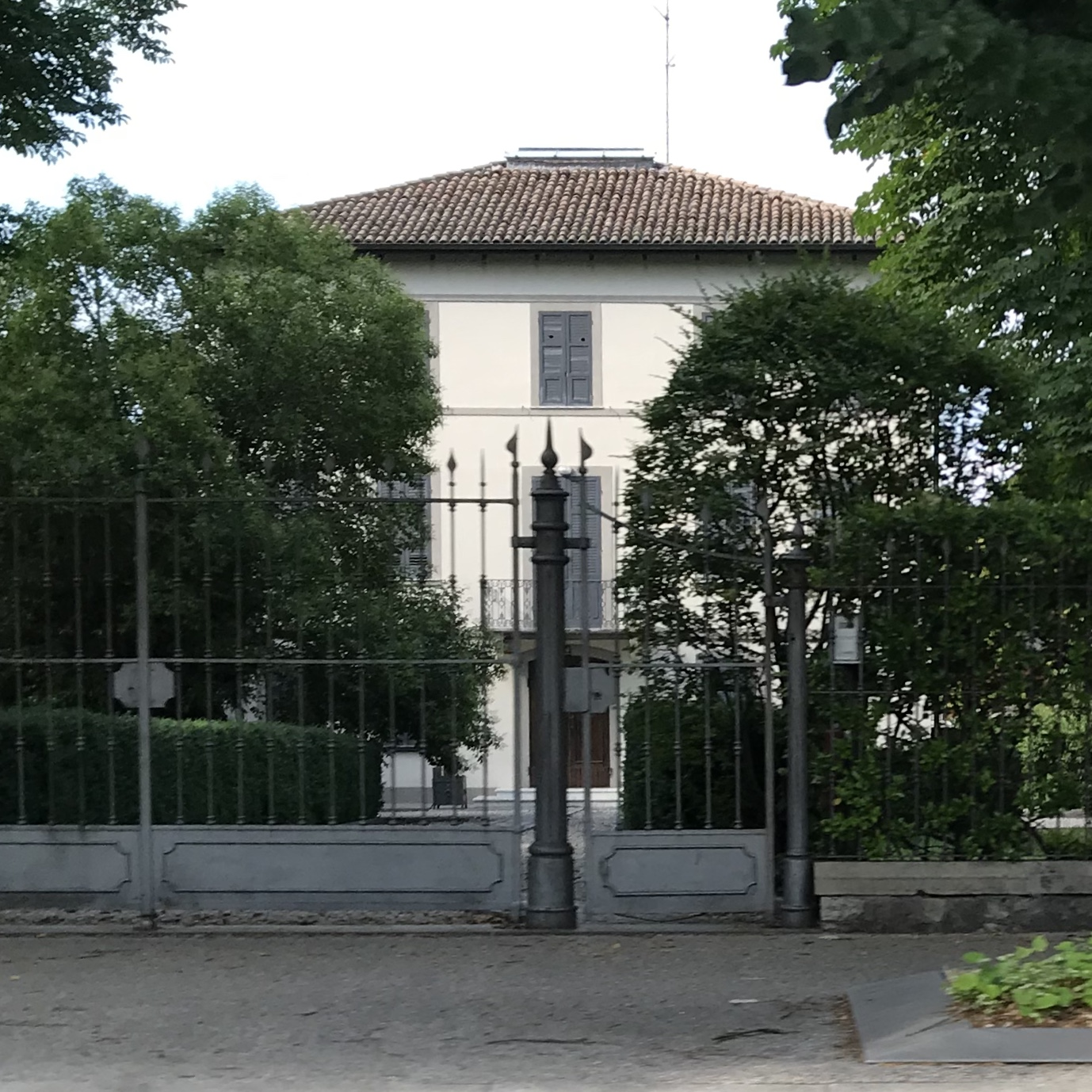
Villa Tagliavini

### Architetture religiose
- Chiesa di San Francesco da Paola
- Cappella di sant'Alessio,[3] presso l'ex Casa di Riposo (demolita)

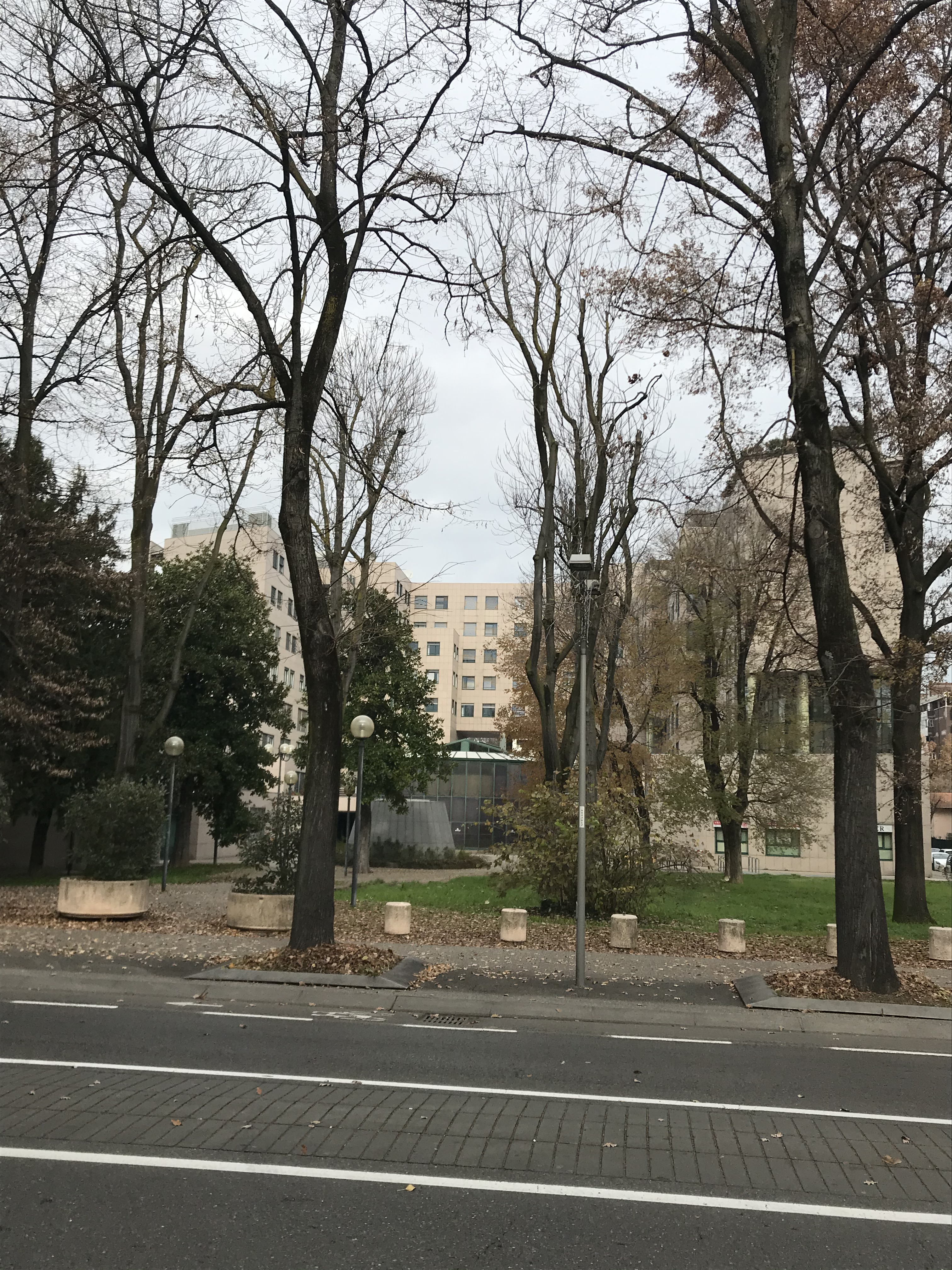
Centro direzionale Il Castello

### Architetture civili
- Casino Giovanardi,[6] via Antonio Stradivari (secolo XVII)
- Villa Tagliavini, via Emilia Ospizio (secolo XIX)
- Scuola dell'infanzia comunale La Villetta,[13] via Emilia all'Ospizio-viale 1º maggio (inizio Novecento)
- Ex Casa del Fascio di Villa Ospizio[14] di Giuseppe Valli, via Emilia Ospizio-via Maria Melato (1938)
- Agenzia Lancia[14] di Enea Manfredini (1952), via Emilia all'Ospizio
- Il Castello, di Glauco Gresleri, Silvano Varnier e Mario Ferrara, via Luigi Sani (1989-1991)
- Scuola Credem,[15] di Gianfranco Varini, Guglielmo Ansaloni, via Emilia all'Ospizio (1996-1998)
- Centrale di teleriscaldamento e cogenerazione Iren,[15] di Giorgio Adelmo Bertani e Francesca Vezzali, via Sardegna (1994-1995)

### Siti archeologici
- Lapidi romane, via Emilia Ospizio (sedime ex Casa di Riposo)

### Aree naturali
Ospizio è porta d'accesso per il parco naturalistico del torrente Rodano e il contiguo bosco urbano Enrico Berlinguer. Tuttavia il quartiere conta diversi parchi urbani, fra cui spicca il parco Campo di Marte.

#### Parchi
- Parco Le Paulonie,[18] via Agostino Paradisi
- Parco Campo di Marte (o Gli Ippocastani),[19] via Benvenuto Cellini
- Parco Don Pasquino Borghi, rione don Pasquino Borghi
- Parco Olimpia,[20] viale Olimpia

## Società
L'ambito territoriale di Ospizio, dopo una crescita di popolazione del 14% avvenuta fra il 2000 e il 2010, ha avuto un periodo di stagnazione demografica per poi stabilizzarsi a circa 6 400 abitanti. Vi è un indice di vecchiaia simile al dato generale del comune (130 contro 137) come anche il tasso di natalità (8,7 contro 8). Il numero di componenti medi a nucleo famigliare è inferiore a quello del comune (1,9 contro 2,2). Ospizio è il quartiere con la maggiore presenza di cittadini stranieri, che è pari al 40% (contro il 16,4% a livello comunale). Le prime tre nazionalità non italiane presenti sul territorio provengono da: Cina, Marocco e Egitto.

### Tradizione e folclore
- Sagra di San Francesco da Paola, 2 aprile
- Sagra della Beata Vergine del Carmelo, 16 luglio

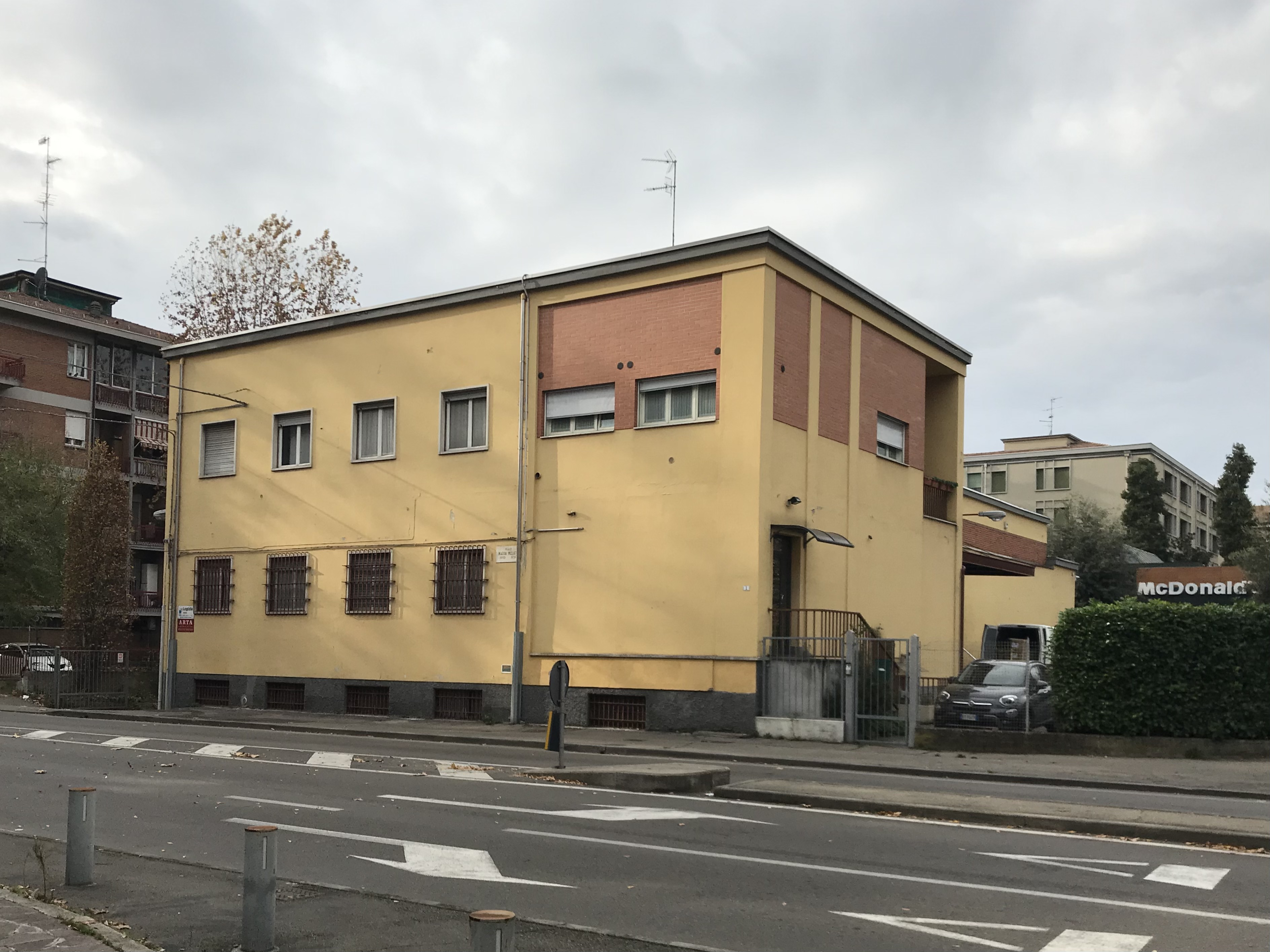
Sede dei Monopoli di Stato di Reggio Emilia (ex Casa del Fascio)

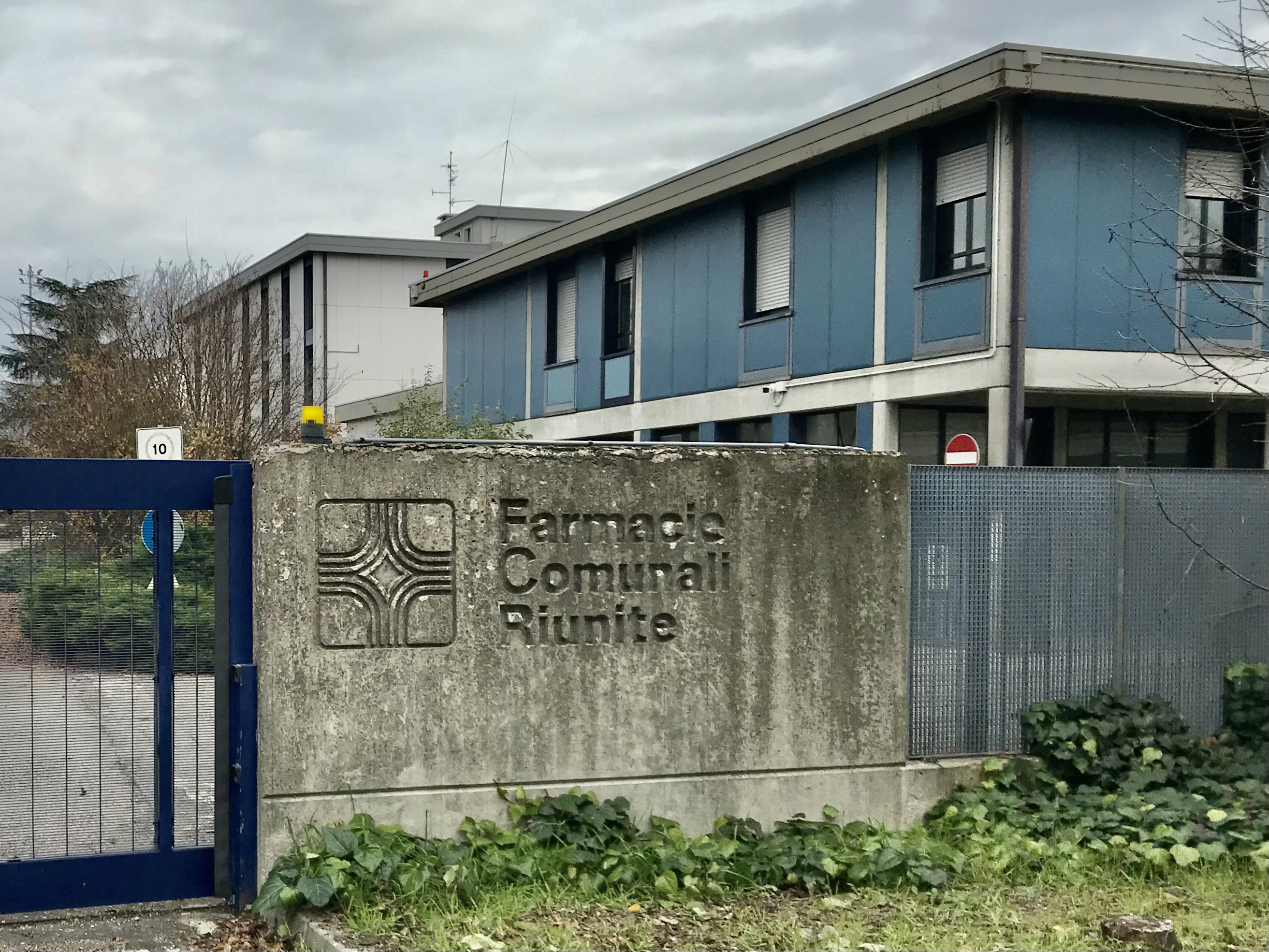
Sede centrale Farmacie Comunali Riunite

### Istituzioni, enti e associazioni
- Sede provinciale dei Monopoli di Stato (ex Casa del fascio), via Emilia Ospizio-via Maria Melato
- Sede provinciale CISL, via Giuseppe Turri
- Sede provinciale UIL, via Luigi Sani
- Sede provinciale FABI, via Luigi Sani
- Sede provinciale della Polizia Postale, via Enrico Iori
- Sede centrale FCR - Farmacie Comunali Riunite, via Doberdò
- Sede di REI Lab - Reggio Emilia Innovazione, via Sicilia[22]
- Sede Cooperativa sociale Ravinala,[23] via Carlo Ritorni
- Biblioteca decentrata municipale di Ospizio,[24] via Emilia Ospizio
- Sezione ANPI cittadina - Ospizio
- Zona artigianale Ospizio, via Giuseppe Guicciardi
- Beriv multisport,[25] via Pier Giacinto Terrachini
- Parrocchia di Ospizio,[26] via Emilia Ospizio
- Scuola Credem, via Emilia Ospizio
- Iren, impianto centrale Reggio Est,[27] via Sardegna
- Pole Dance Reggio Emilia ASD,[28] via Emilia all'Ospizio
- Dojo SDK - arti marziali,[29] via Emilia all'Ospizio

## Cultura

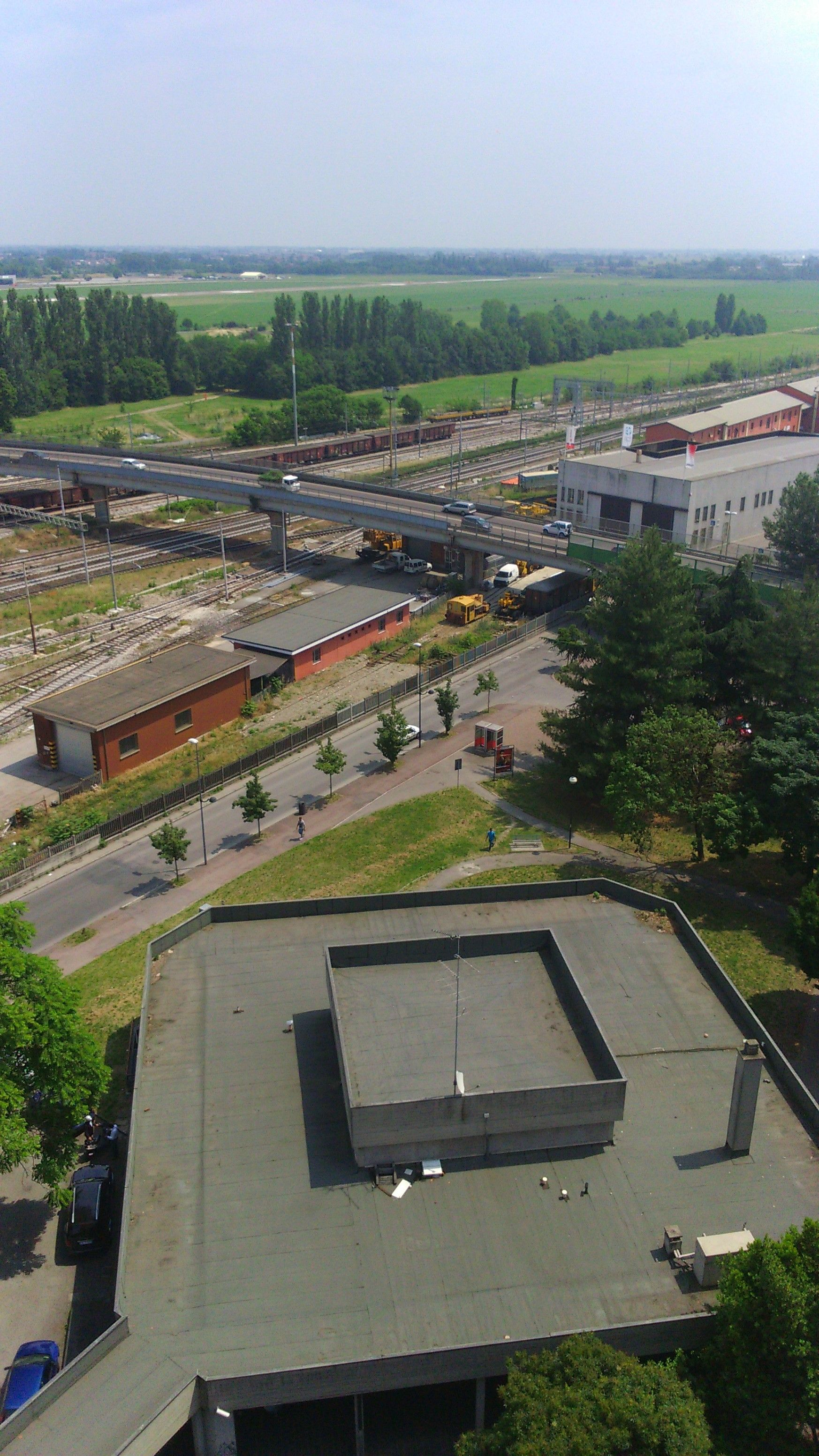
Binario 49 e il viadotto di viale del Partigiano. Sullo sfondo l'aeroporto e il bosco Berlinguer

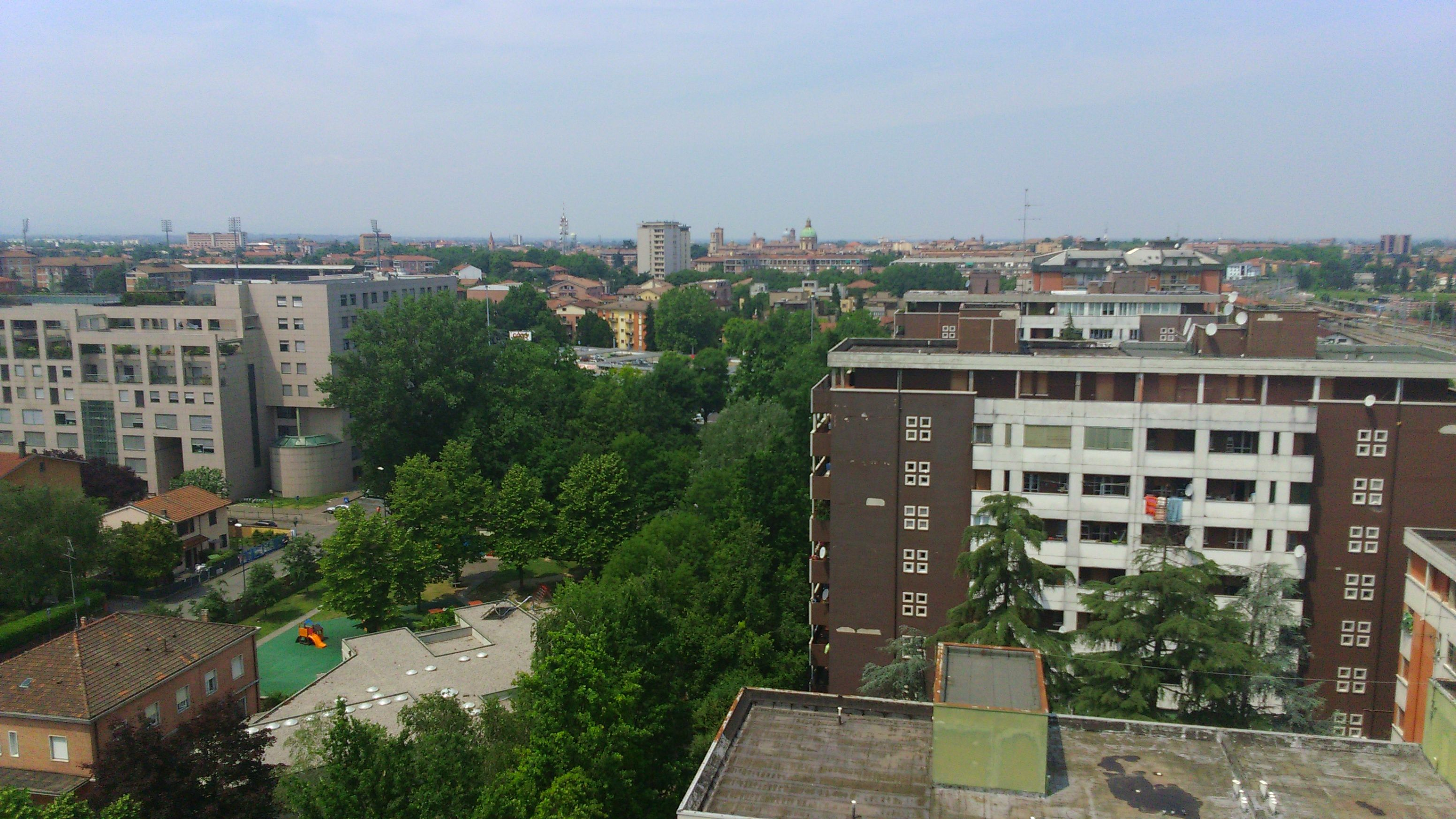
Veduta dei grandi condomini di via Turri-Reggio Est e del centro direzionale Il Castello

A Ospizio è presente un numero elevato di istituzioni educative e culturali, fra cui una importante biblioteca comunale di quartiere.

### Infanzia

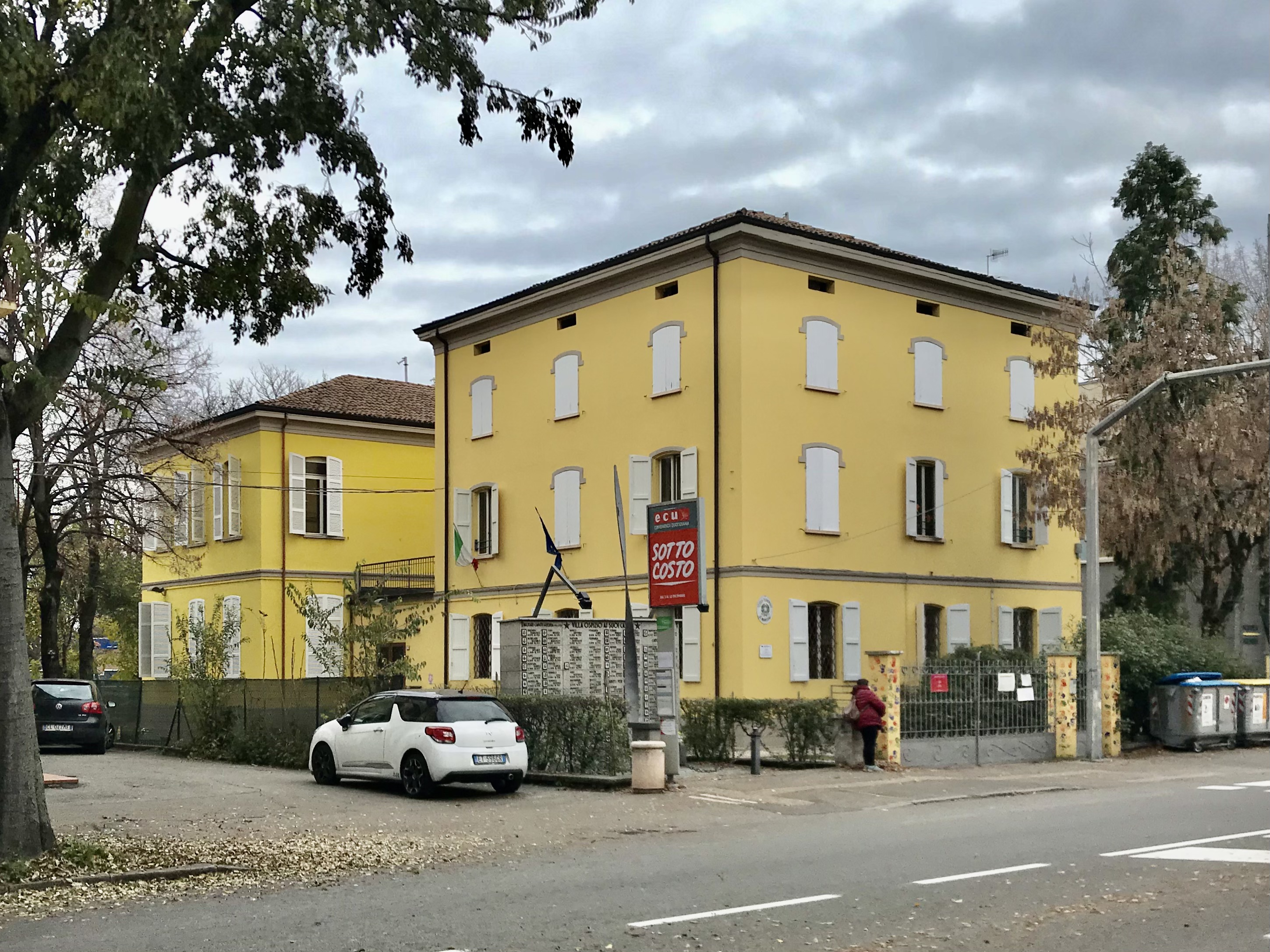
Scuola primaria statale Guglielmo Marconi e monumento ai caduti

- Nido-scuola parrocchiale Elisa Lari,[30]  via Agostino Paradisi
- Scuola comunale dell'infanzia La Villetta,[13] via Emilia Ospizio

### Scuola dell'obbligo
- Scuola primaria statale Guglielmo Marconi,[31] via Emilia Ospizio

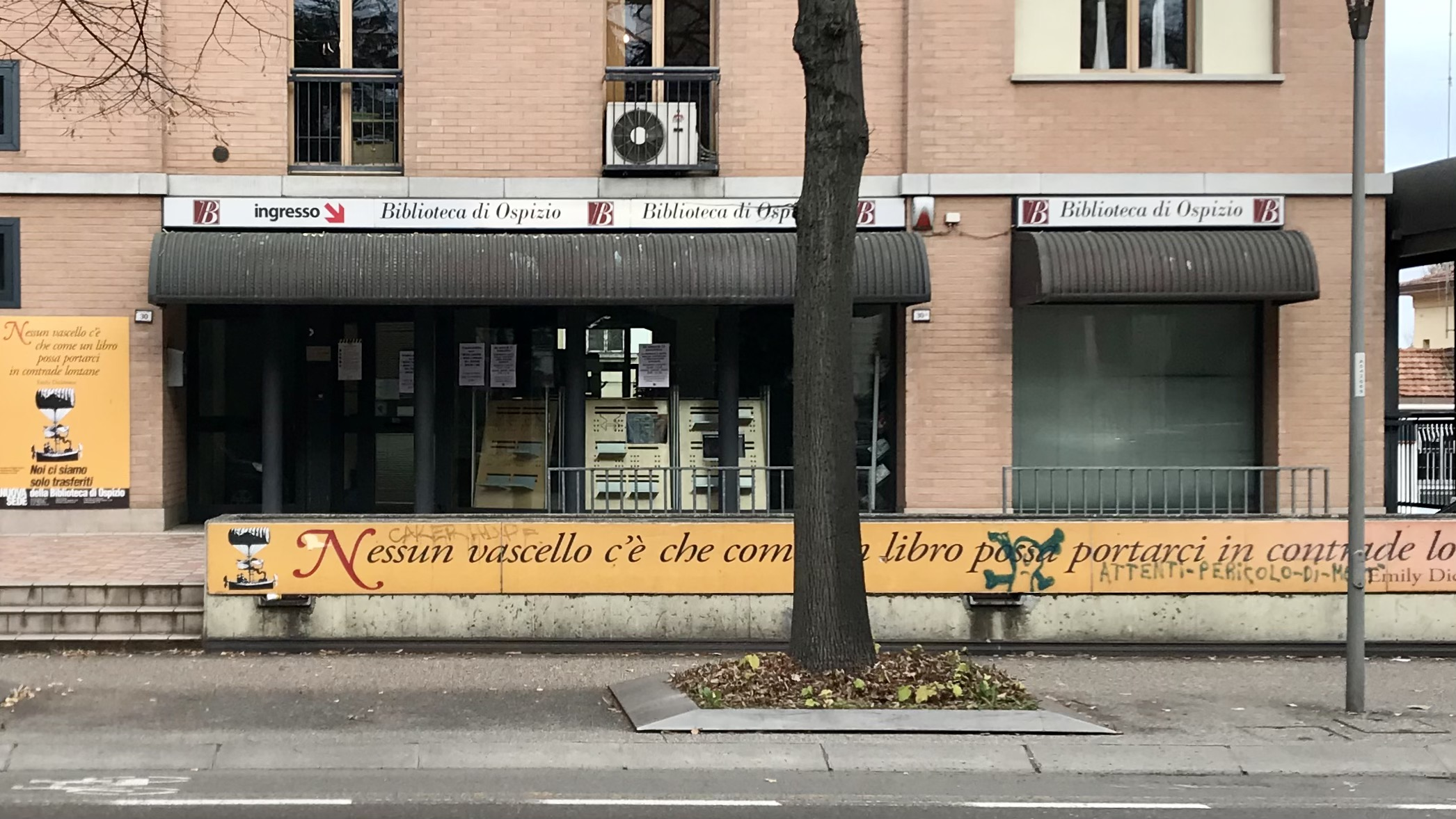
Biblioteca municipale decentrata di Ospizio

### Altro
- Spazio culturale Binario 49,[32] via Giuseppe Turri
- Centro sociale Circolo ARCI Nuovo Gramsci-La Casetta del Campo di Marte,[33] via Cellini
- Biblioteca decentrata municipale Ospizio,[34] via Emilia Ospizio
- Piccolo teatro San Francesco da Paola,[35] c/o Parrocchia di Ospizio, via Emilia Ospizio
- Sala polivalente Daria Malaguzzi, via Daria Malaguzzi
- Body Studio psicomotricità, via Paradisi[36]
- Scuola professionale FORMart, via Luigi Sani[37]
- Scuola di lingue Mandarino Studio, via Luigi Sani[38]
- Accademia di quartiere Ass. cult. Acc.QUA., via Paradisi

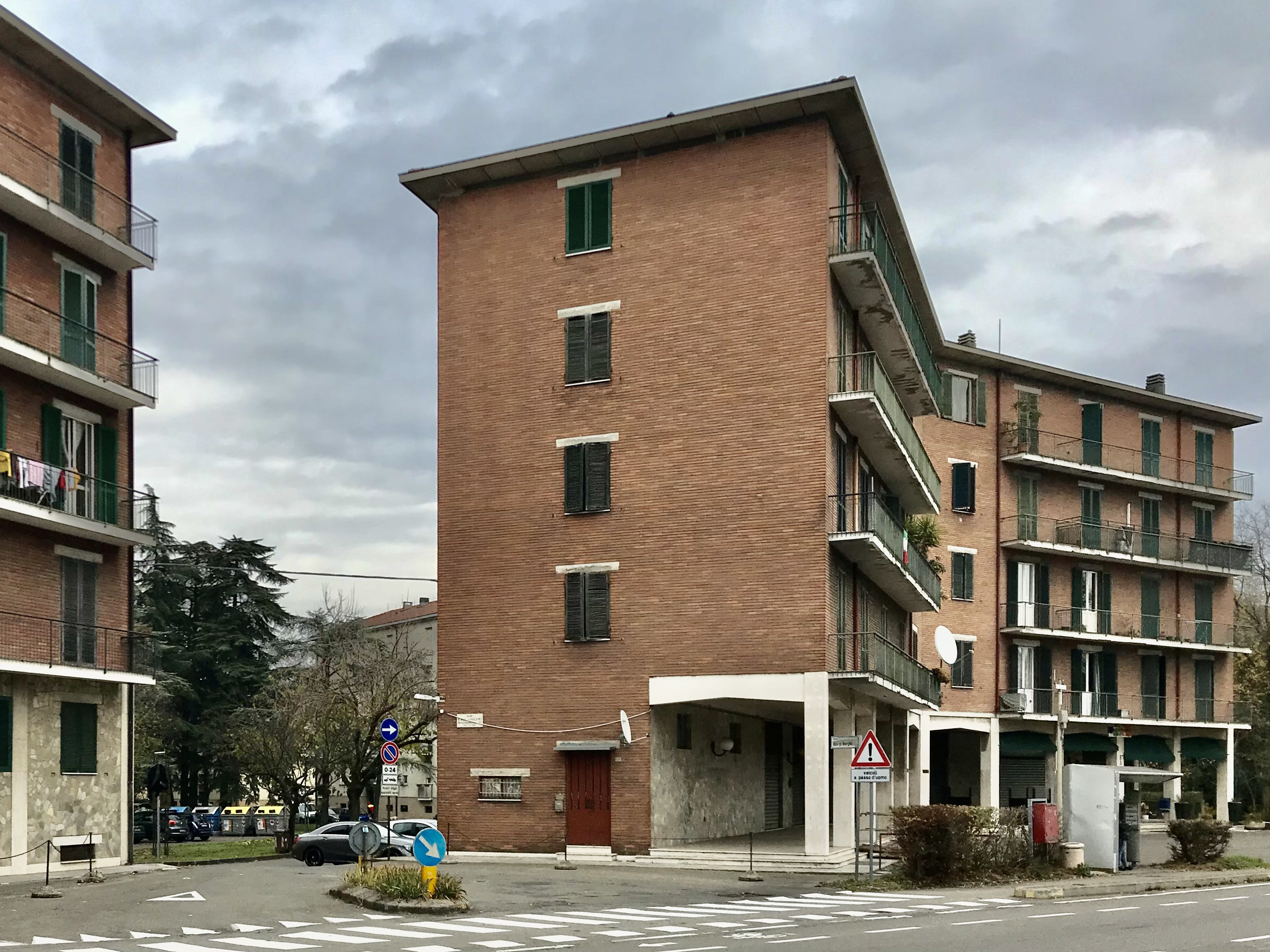
Rione don Pasquino Borghi

## Geografia antropica

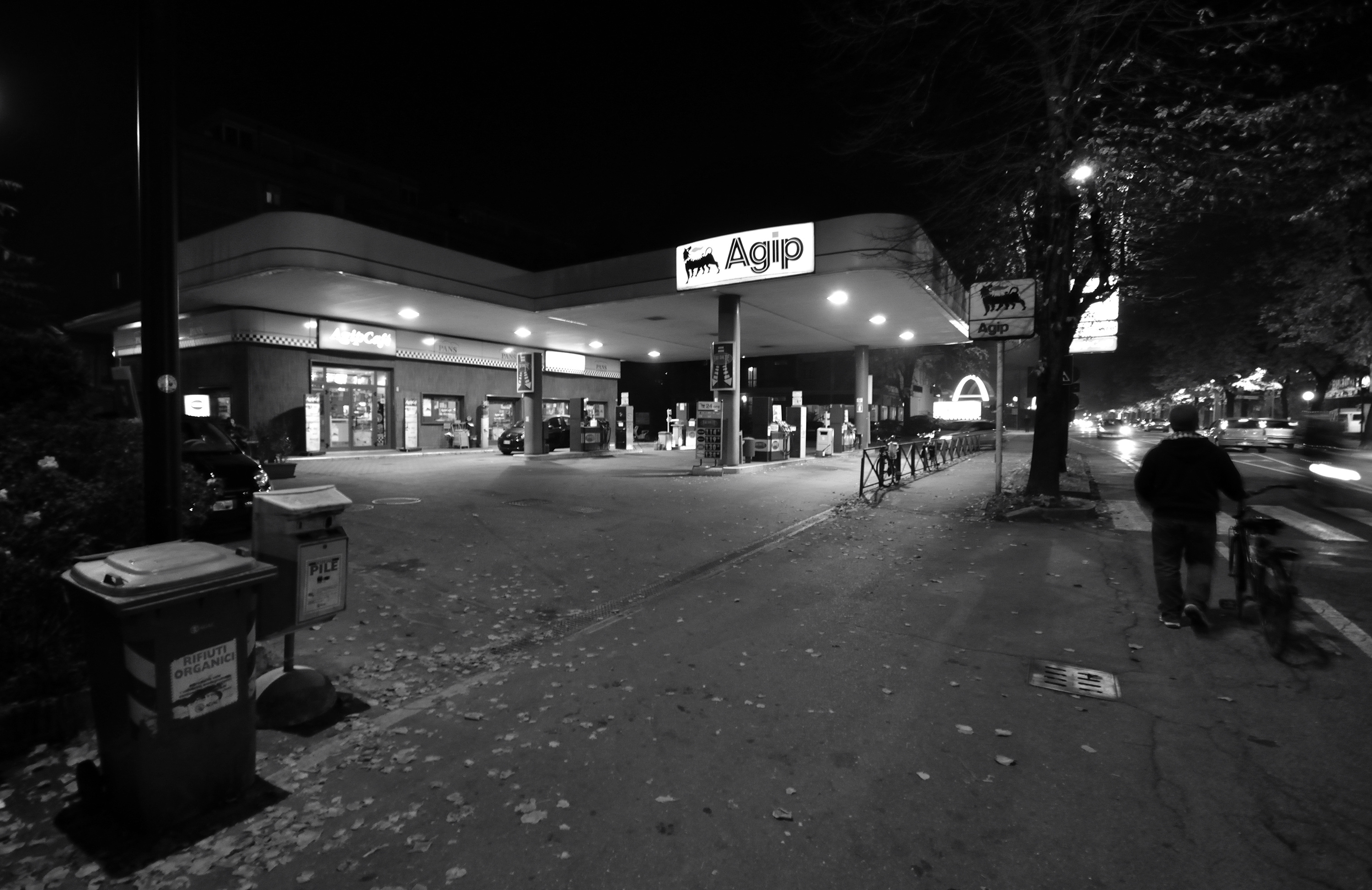
Stazione di servizio Agip in via Emilia all'Ospizio

Fino alla seconda metà dell'Ottocento la villa di Ospizio era costituita da un territorio prevalentemente agricolo costellato di case coloniche e, in minima parte, attività legate alla trasformazione e allo stoccaggio dei prodotti agricoli.
I grandi cambiamenti arrivarono con l'avvento della ferrovia e la costruzione della stazione ferroviaria cittadina (1859), situata nell'allora territorio della villa, che contribuirono all'insediamento delle prime industrie della città proprio a ridosso dello scalo ferroviario. Il conseguente abbattimento delle mura e l'espansione oltre i viali di circonvallazione della città, portarono Ospizio a diventare in parte il primo grande quartiere residenziale della città extra mœnia, ovvero fuori dalle mura, ancora prima del quartiere industriale per eccellenza di Reggio, ossia Santa Croce. Se la fine del secolo XIX aveva portato nella zona la piazza d'armi e la polveriera trasferite in loco dal centro storico della città, l'inizio del secolo breve portarono a Ospizio i primi impianti sportivi a carattere cittadino: lo stadio Mirabello e l'ippodromo (demolito per far posto all'aeroporto). Nei primi anni del '900 sorsero le prime grandi zone residenziali suburbane: da via Luca da Reggio alle case popolari per i dipendenti dell'ospedale San Lazzaro in via Doberdò. Un altro importante sviluppo urbanistico dell'area avvenne durante il fascismo con la costruzione del Villaggio Costanzo Ciano (oggi Sergio Stranieri).
Il boom edilizio che portò a saturare totalmente il quartiere lasciando i pochi spazi aperti occupati dai soli parchi pubblici o da aree sportive iniziò negli anni '70 e si concluse nella prima metà degli anni '80: in quegli anni nacquero la zona sportiva di via Melato, il rione don Pasquino Borghi, piazza Zara e i grandi condomini prospicienti la chiesa parrocchiale e via Papa Giovanni XXIII. Negli anni '70 e '80 nacquero gli insediamenti ad alta densità abitativa di via Tondelli e via Turri. In quel periodo il quartiere fu tagliato longitudinalmente dai viadotti di viale del Partigiano, l'asse orientale di attraversamento della città che mette in comunicazione la ex strada statale 468 di Correggio con la ex strada statale 467 di Scandiano. La realizzazione dello svincolo di raccordo fra viale del Partigiano e via Turri portò alla definitiva demolizione del vecchio cimitero di Villa Ospizio.
Oggi le principali trasformazioni urbanistiche riguardano per lo più il tessuto esistente con interventi di demolizione e ricostruzione in un'ottica di rigenerazione urbana e risparmio energetico.

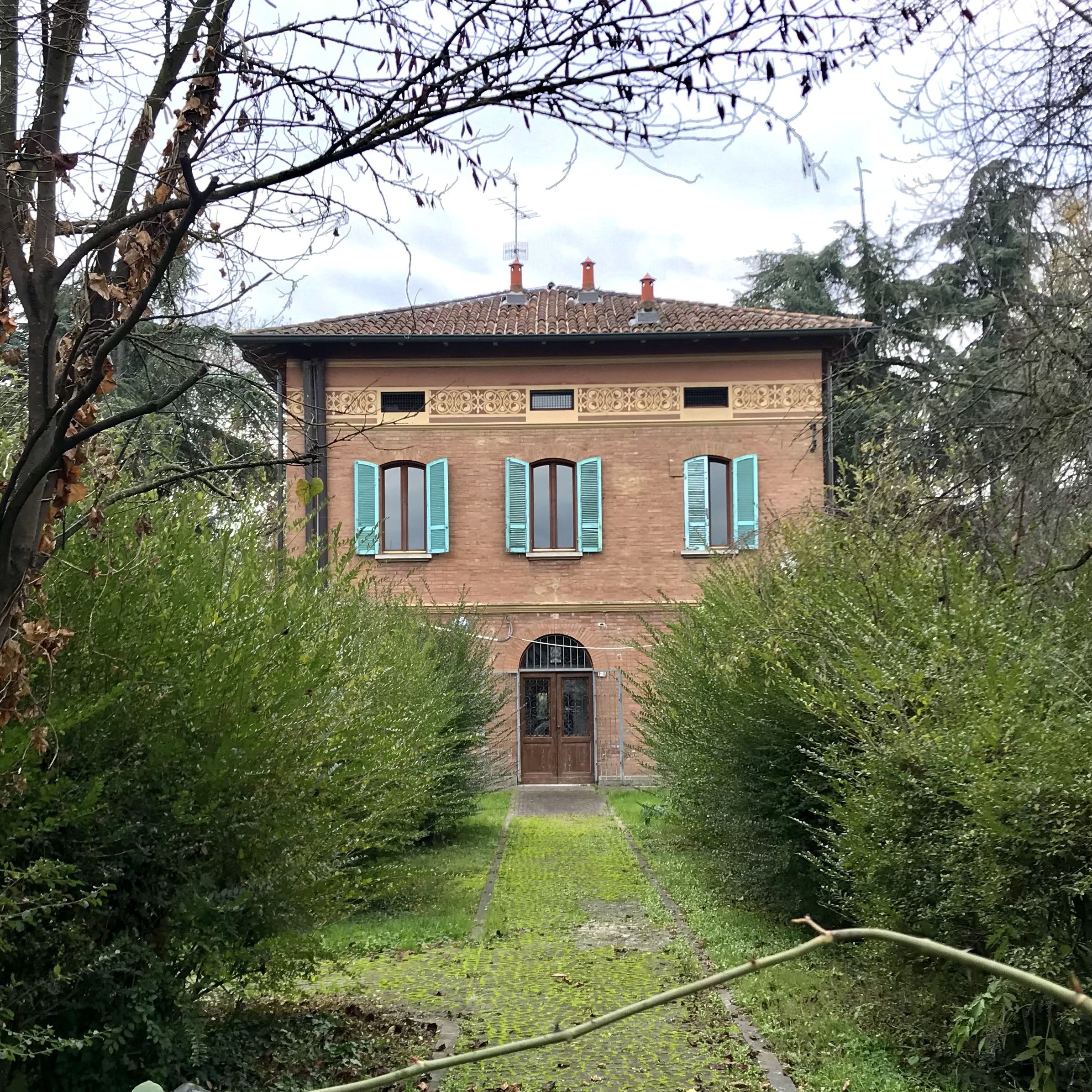
Centro diurno Busetti

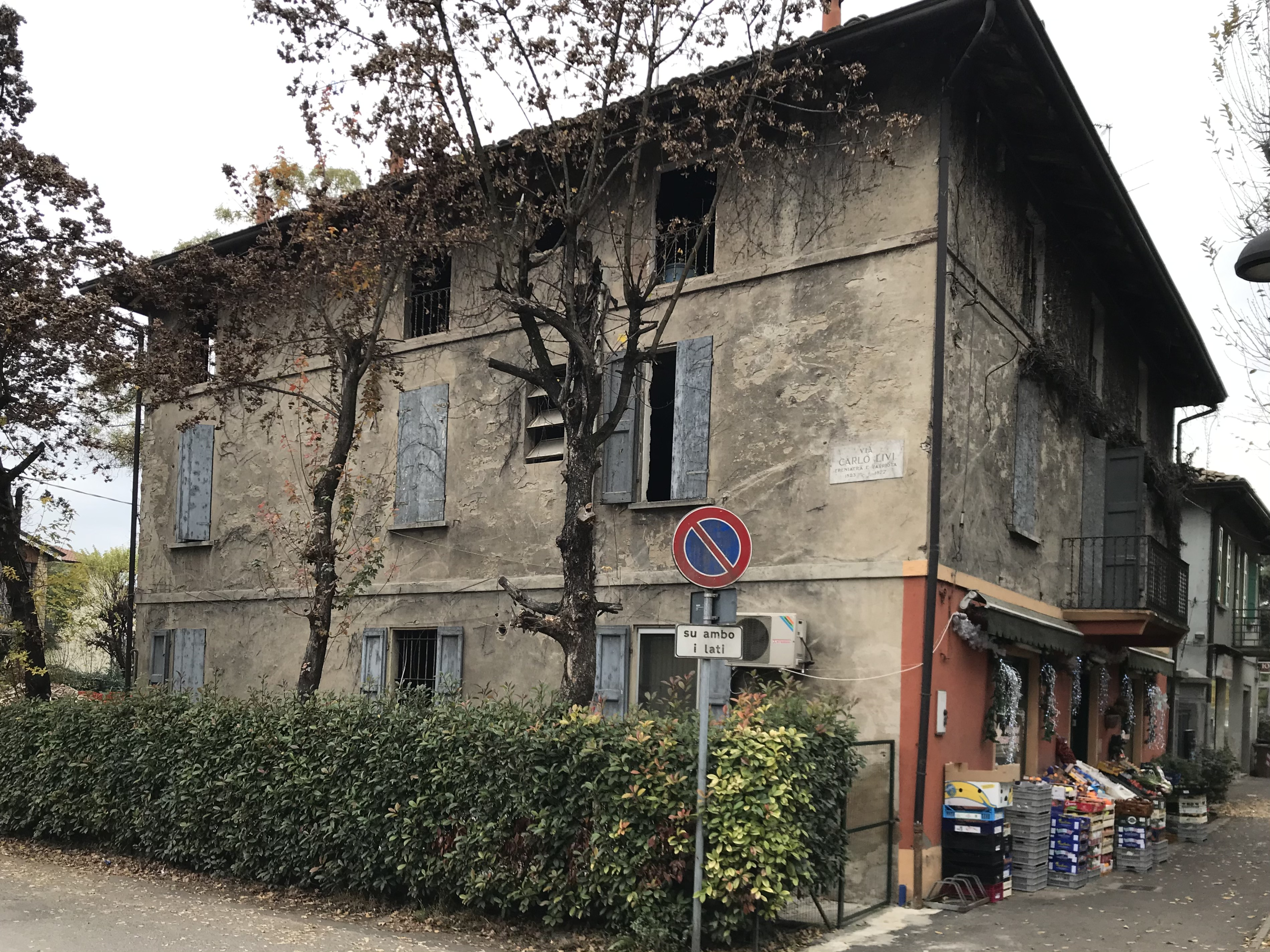
Antica bottega di generi alimentari

## Economia
L'economia della zona è a carattere prevalentemente terziario e, in parte, secondario. Il commercio al dettaglio e la GDO sono presenti in tutto il quartiere, in particolare sulle strade a maggior flusso di traffico. Anche il settore dei servizi è particolarmente diffuso: sono presenti in loco diversi centri direzionali e istituti finanziari nonché sedi di sindacati e servizi della pubblica amministrazione, fra cui: forze dell'ordine, scuole, istituzioni culturali, servizi sociosanitari. L'industria è in larga parte collocata nella zona industriale e artigianale di Ospizio-via Guicciardi e strade limitrofe. Le principali attività produttive riguardano il settore: logistico, chimico, meccanico, dell'imballaggio e del confezionamento, delle autoriparazioni e alimentaristico. Nella zona industriale insistono anche diverse attività commerciali e servizi.

## Infrastrutture e trasporti

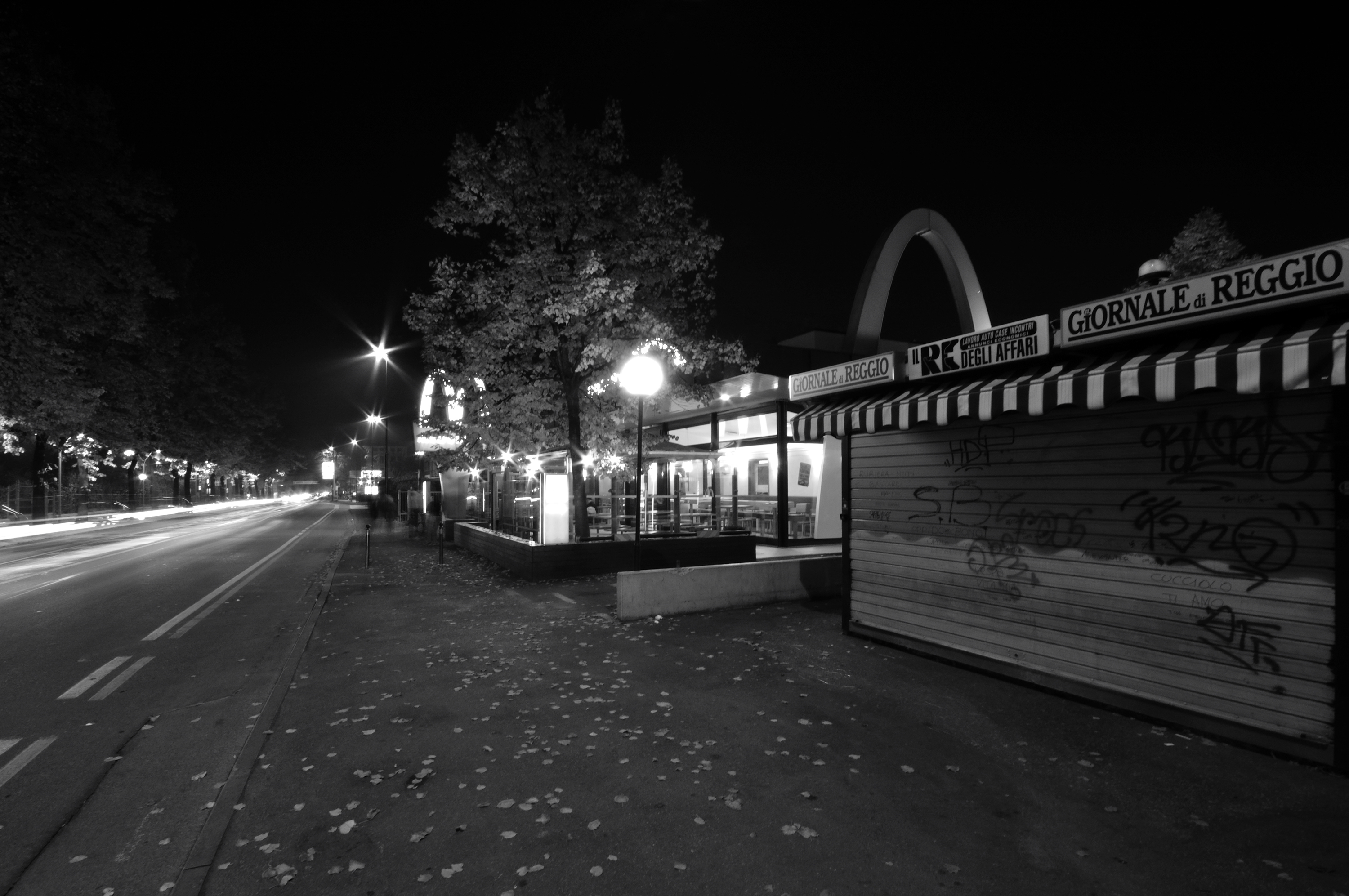
Un tratto di via Emilia all'Ospizio

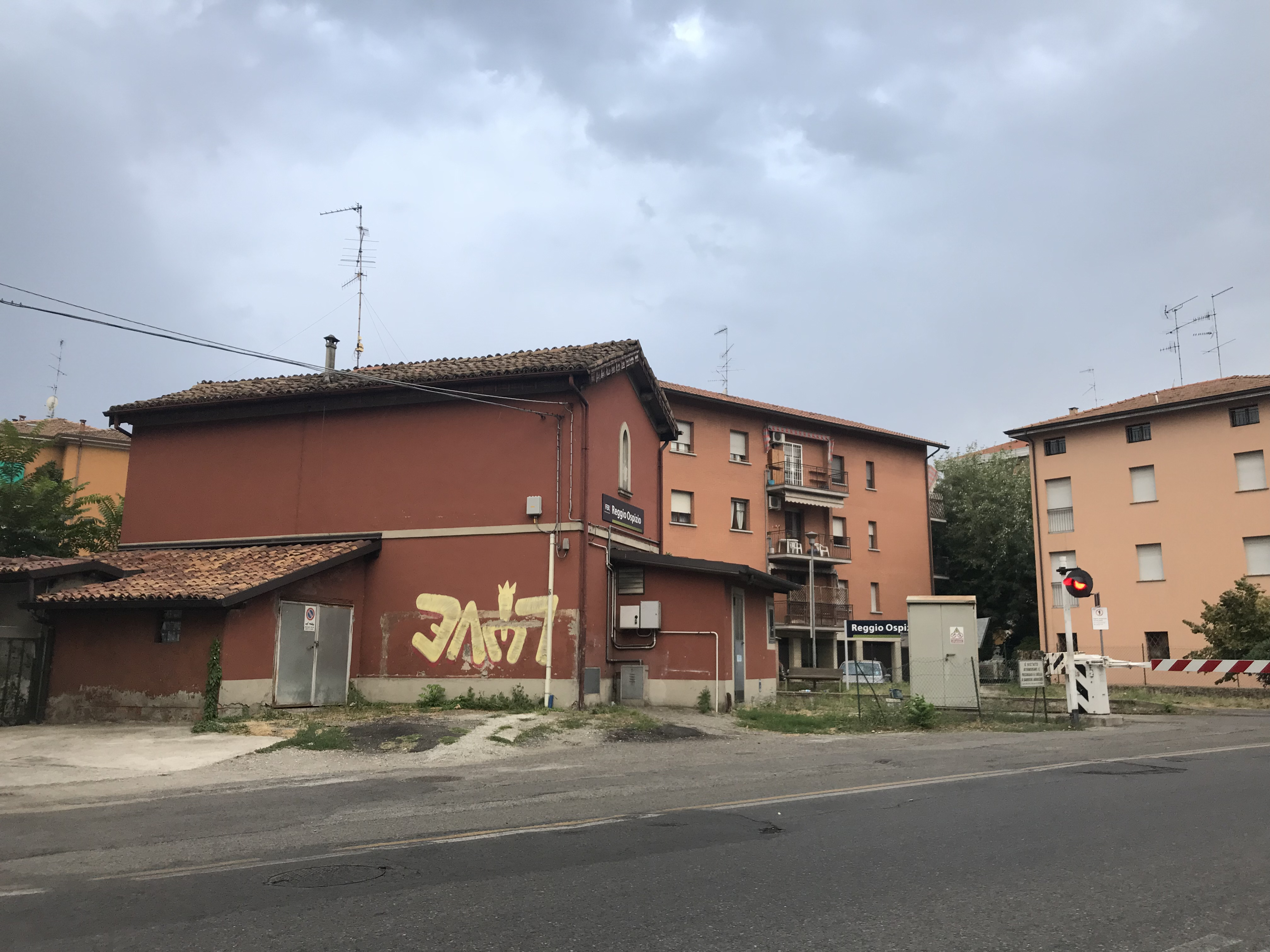
La stazione di Reggio Ospizio

### Mobilità
Il quartiere è lambito da una fitta rete di assi stradali di attraversamento, la maggior parte affiancati da piste ciclabili e linee del trasporto pubblico urbano ad alta frequenza.
Le principali infrastrutture sono:
- Tratto urbano della strada statale 9 Via Emilia
- Asse intercomprensoriale di viale del Partigiano, che collega la città latitudinalmente da nord a sud
- Via Pier Giacinto Terrachini-via Papa Giovanni XXIII, ovvero l'antica strada comunale del Quinzio, arteria parallela alla via Emilia
- Ferrovia Milano-Bologna (linea convenzionale), stazione di Reggio Emilia
- Ferrovia Reggio Emilia-Sassuolo, fermata di Reggio Ospizio

### Infrastrutture tecnologiche
In via Sardegna, nella zona artigianale di Ospizio-via Guicciardi, è presente una centrale di teleriscaldamento Iren, realizzata fra il 1994 e il 1995 e ampliata un paio di anni dopo. Si tratta di un impianto di integrazione e riserva, alimentato a gas naturale e composto da 4 generatori di calore a olio diatermico con potenza nominale di 14,5 MWt ciascuno.

## Amministrazione
Il territorio di Ospizio è sempre stato soggetto alla giurisdizione del comune di Reggio. I primi strumenti di partecipazione furono istituiti nel secondo dopoguerra con l'istituzione delle Consulte popolari le quali tuttavia avevano una funzione meramente consultiva. Negli anni '60 nel paese era partito il dibattito sull'istituzionalizzazione di forme di decentramento riconosciute a livello nazionale. Fra il 1968 e il 1969 la città decise di istituire i Consigli di quartiere, articolati su 15 suddivisioni amministrative, e Ospizio, assieme a San Maurizio e Villa Curta, entrò a far parte del quartiere 6. Con l'approvazione della legge nazionale del 1976 che prevedeva la regolamentazione delle circoscrizioni e l'elezione diretta del Consiglio di circoscrizione il Comune di Reggio approvò un nuovo regolamento e ridisegnò gli ambiti territoriali di decentramento, suddividendo il territorio comunale in otto circoscrizioni. Ospizio si ritrovò a far parte della Sesta Circoscrizione. L'assetto cambiò nuovamente fra il 2009 e il 2014 che ridusse le circoscrizioni a 4 macro ambiti territoriali, inserendo il quartiere nella circoscrizione Nord-Est. Con la soppressione delle circoscrizioni nelle città con popolazione inferiore a 250.000 nelle regioni a statuto ordinario Ospizio non ha più avuto un organo di autogoverno. Nel 2015 Comune di Reggio ha dato vita con apposito regolamento al progetto “QUA - Il quartiere bene comune” che ha l'obiettivo di incentivare protagonismo della cittadinanza, sia nelle sue forme associative sia a livello individuale. Il progetto prevede anche l’attivazione di “Laboratori Urbani” dedicati a luoghi e aree di interesse cittadino. In questo contesto il territorio comunale è stato diviso in 18 ambiti territoriali: Ospizio è stato inserito in un nuovo ambito urbano assieme a San Pietro esterna, Mirabello, Villaggio Stranieri-Bazzarola e San Maurizio.
Il consiglio di circoscrizione aveva sede all'interno del quartiere di Ospizio, ad eccezione degli ultimi anni antecedenti il 2014 in cui era stato trasferito a San Maurizio. Dal punto di vista politico il territorio ha sempre visto prevalere maggioranze di sinistra composte generalmente da PCI (PDS dal 1991), PSI, PSDI e PRI e, dal 1995, di centrosinistra.

## Sport
Ospizio, da sempre, si caratterizza come una zona a forte vocazione sportiva. In loco, e nel contiguo quartiere Mirabello, fu realizzata la prima grande zona sportiva attrezzata della città. I principali impianti sportivi del quartiere sono il Centro polisportivo di via Terrachini e l'attigua piscina olimpionica comunale.
Le principali strutture sportive di presenti nel quartiere sono:
- Campo di atletica comunale Virgilio Camparada,[44] via Melato, gestito dalle società Atletica Reggio A.S.D., Self Atletica G.S. A.s.d. e Reggio Event's
- Campo di calcio comunale Maria Melato,[45] viale Olimpia, gestito dalla società Fides Reggio U.S. A.S.D.
- Centro polisportivo comunale Via Terrachini,[46] gestito dalle Polisportiva Beriv Multisport (calcio a 5, tennis, arti marziali, arrampicata sportiva, pattinaggio su ghiaccio, squash)
- Palestra di scherma comunale,[47] via Melato, gestita dalla Club Scherma Koala A.S.D.
- Piscina olimpionica comunale Ferretti-Ferrari,[48] via Melato, gestita dalla Nuova Sportiva S.S.D. a R.L. (nuoto, pallanuoto, attività subacquee, acquagym)
- Palestra scuola di danza contemporanea XL, viale Olimpia[49]
- Palestra scuola di danza Reggiana Danza e Fitness, viale Olimpia[50]

A Ospizio hanno sede le due società facenti parte dell'unità pastorale Giovanni Paolo II a cui fa capo la parrocchia di Ospizio: la Reggio United A.s.d. (calcio) e l'A.s.d. San Maurizio (pallavolo).